# Station Seclin
Station Seclin is een spoorwegstation in de Franse gemeente Seclin. Het station ligt langs de spoorlijn Paris-Nord - Lille. Het werd geopend in 1846 toen de spoorlijn in gebruik werd genomen.

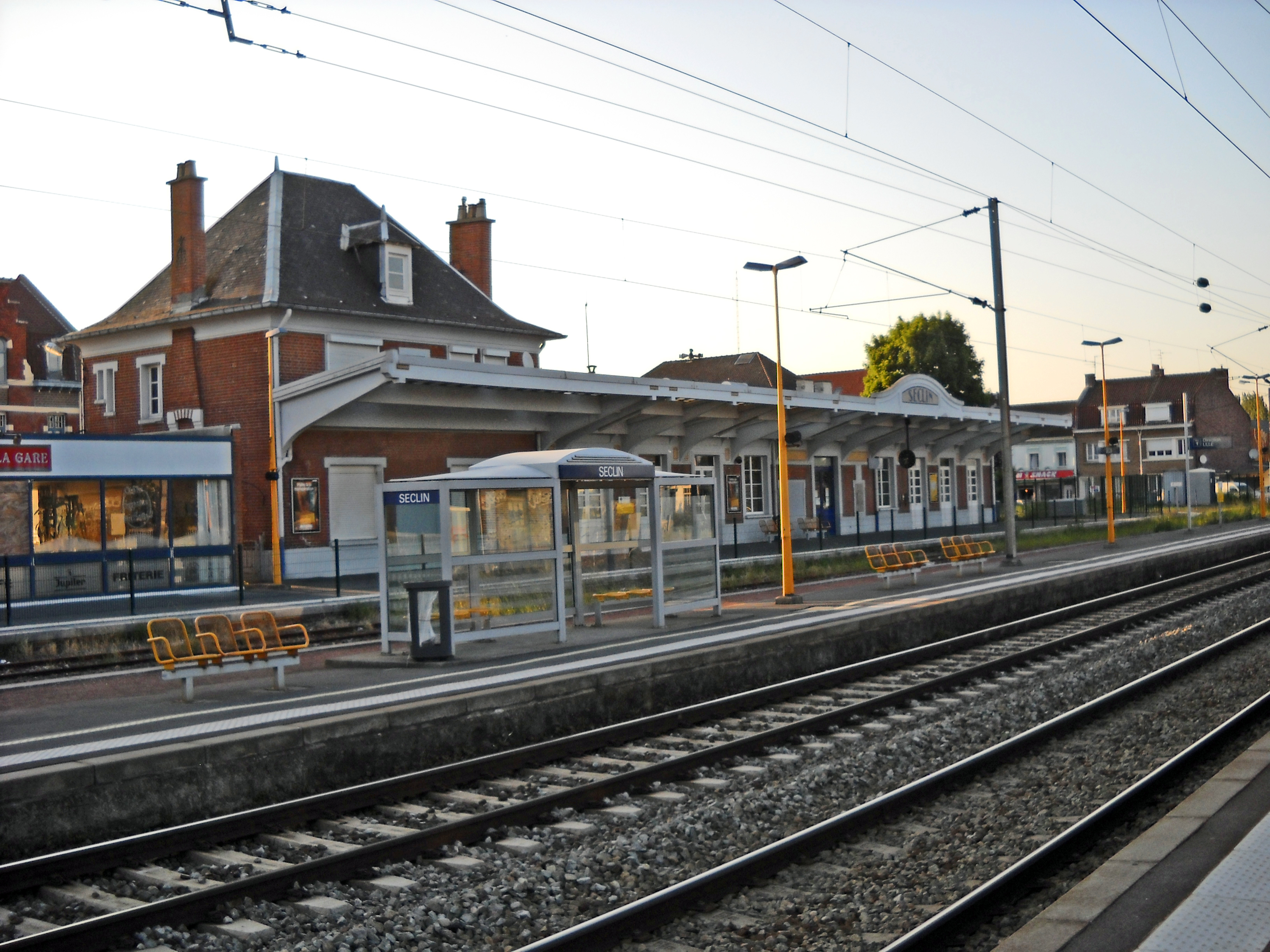
Station Seclin